# Shrink (album)
Shrink è il quarto album della band tedesca Notwist, pubblicato nel 1998.
Il disco introduce elementi di musica elettronica, ambientale e jazz e si discosta molto dai precedenti lavori, incentrati su uno stile punk e metal.

## Tracce
1. Day 7 – 5:55
2. Chemicals – 5:15
3. Another Planet – 4:30
4. Moron – 4:16
5. Electric Bear – 4:28
6. No Encores – 4:25
7. N.L. – 5:36
8. Shrink – 4:24
9. Your Signs – 6:46
10. 0-4 – 2:19